# 結城晴朝
結城 晴朝（ゆうき はるとも）は、戦国時代から江戸時代初期にかけての武将・戦国大名。下総結城氏17代当主。下総国結城城主。

## 生涯
天文3年（1534年）8月11日、小山高朝の三男として誕生。元服に際し4代古河公方・足利晴氏の偏諱を受けて晴朝と名乗る（初め小山姓）。
弘治2年（1556年）、小田氏との海老島合戦に参加し小田城を攻める。永禄2年（1559年）8月に伯父・結城政勝が死去すると、嫡男・明朝が既に没していたために結城家の家督を継承する。この時、晴朝は養父・政勝に迫られて、実父・小山高朝との「親子之好」を切るという起請文を作成して古河公方の使者（実質は北条氏の名代）である瑞雲院周興に提出したとされている（「乗国寺文書」小山高朝書状）。
永禄3年（1560年）、佐竹氏や下野宇都宮氏、小田氏が協力し大軍で攻めてきたが、晴朝はこれを結城城に籠もって撃退し、和議を結んだ。同年に佐竹氏の要請で、越後国の長尾景虎（上杉謙信）が関東管領・上杉憲政を奉じて遠征するが、晴朝は伯父・政勝の路線を引き継ぎ古河公方の足利義氏（晴氏の子）及び後北条氏に加担する。景虎が関東管領に就任すると反北条に転じる。
元亀元年（1570年）、小田領へ攻め入り、平塚原の戦いで小田氏治と激突している。政勝の路線を継承して、結城氏の再興・拡大を意図する以上、結城氏と同様に北条氏と上杉氏との間で生き残りを模索する実家の小山氏との対立は避けることは出来ず、実父・小山高朝ともたびたび交戦した。天正元年（1573年）に高朝が死去した際にも、敵である結城氏の当主として駆けつけることが出来ない事情を結城氏の菩提寺で高朝とも親交があった乗国寺の住職に伝えて代わりに焼香に行かせている。
天正4年（1576年）、兄・小山秀綱が北条氏照に降伏すると、翌天正4年（1577年）に後北条氏に攻め込まれた。この時、嗣子の無い晴朝は同年12月に宇都宮広綱の次男・朝勝を養子として迎え、自身の妹を佐竹義重（朝勝の母の兄）の傘下である江戸重通に嫁がせる。さらには那須資胤が娘を佐竹義重の嫡男・徳寿丸（後の佐竹義宣）に嫁がせるなど、婚姻関係を通じて周辺領主と連合することで、北条氏の攻撃をしのいでいる。
後には豊臣秀吉に従い、天正18年（1590年）には小田原征伐に参陣して所領を安堵された。晴朝は秀吉に臣従した頃より秀吉との結びつきを求めて水谷勝俊を通じて養子縁組を願い出ており、秀吉が養子としていた徳川家康の次男・秀康に養女・鶴子を嫁がせて養嗣子として迎え、秀康（一時期晴朝から一字与えられ秀朝に改名）に家督を譲ると隠居する。ただし、市村高男の研究によれば、この時の晴朝は既に隠居して一度朝勝に家督を譲っていたと考えられ、実際に天正15年（1587年）初めから天正18年（1590年）4月まで、結城氏の知行・官途・受領名に関する文書に晴朝の花押が確認できないとされている。天正18年5月に晴朝が北条方についた小山秀綱の小山城と榎本城を奪い、朝勝が実兄・宇都宮国綱と共に秀吉の下に参陣しているため、この時期には晴朝が結城氏当主に一時的に復帰して、朝勝は実家の宇都宮家に戻っている。
天正18年（1590年）、隠居後は中久喜城に入城し、越前転封まで居城とした。
関ヶ原の戦いの後、慶長6年（1601年）、秀康が越前国へ転封となると、晴朝もこれに従った。領国経営や軍役に加わらず、役職は無いが、同国丹生郡片糟に5000石を与えられた。
ところが、この頃より秀康及びその周辺では、徳川氏（松平氏）への姓氏復帰が図られるようになった。慶長12年（1607年）に秀康が死去すると、跡を継いだ秀康の嫡男の忠直は松平姓を称した。晴朝が実父（小山高朝）や養子（結城朝勝）との縁を切ってまで守り抜いた鎌倉時代以来の「結城」の所領と家名があっさりと捨てられる事態に晴朝は衝撃を受け、徳川家康に懇願して秀康の五男の直基に結城家を継承せしめた。また、旧領結城への帰還を願いながら、一族の家系図・過去帳・家伝などを編纂して、結城にある結城氏ゆかりの寺社などに納めるようになった。
慶長19年（1614年）7月20日に越前北ノ庄または中久喜城にて死去。享年80。領地は直基が相続した。晴朝の死をもって、結城氏の血脈は断絶したが、結城氏の祭祀は直基子孫の歴代の結城松平家が継承した。

## 逸話
福井に移る際に、晴朝は金銀・財宝を地中に埋めたとされ、天保5年（1834年）から翌々年にかけて、下谷通新町の次左衛門が埋蔵金の発掘を行っている（「野州本吉田村地内埋金掘立願一件」『旧幕府引継書』）。

## 登場作品
テレビドラマ
- 葵 徳川三代（2000年、NHK大河ドラマ） - 演：大木正司